# ワンダーランド駅で
「ワンダーランド駅で（Next Stop Wonderland）」はアメリカ合衆国の映画作品。1998年米国公開、翌年日本公開。ボサノバ音楽を多用した恋愛映画。

## スタッフ
- 監督：ブラッド・アンダーソン

## キャスト
- ホープ・デイヴィス
- フィリップ・シーモア・ホフマン

## あらすじ
遊び人の彼氏（ホフマン）と別れたヒロイン（デイヴィス）は孤独を恐れないのだが、彼女の母が勝手に恋人募集の広告を出してしまう。主人公の男は、その広告に色めき立って名乗りをあげようとしている友人たちをよそに、言い寄ってきた情熱的な女との関係を開始する。ところがその女が大学教授とキスしてしまうところを目撃してしまい、関係を清算する。そんな過程を経て、ヒロインと男主人公がとうとう出会う。

## 受賞
- ドーヴィル・アメリカ映画祭　観客賞[2]

## 使用曲
- エリス・レジーナの『トリスチ』
- マシュ・ケ・ナダ
- ワン・ノート・サンバ
- イパネマの娘